# رزاموند کوآن
رُزاموند کوآن (به انگلیسی'Rosamund Kwan Chi-lam) زاده ۲۴ سپتامبر ۱۹۶۲ از هنگ کنگ- بازیگری است که برای سری فیلم‌های روزی روزگاری در چین شهرت یافت.

## زندگی
رزاموند کوآن از سال ۱۹۸۲ تا ۲۰۰۴ در بسیاری از فیلم‌های هنگ کنگی حضور داشته‌است. وی ده سال است که در هیچ فیلمی ظاهر نشده‌است.

## زوج هنری جت لی
کوآن و جت لی با حضور مشترک در شش فیلم مشترک یکی از موفق‌ترین زوج‌های هنری در فیلم‌های هنک گنگی به شمار می‌روند.

### آثار مشترک با جت لی
- شمشیرزن ۲
- روزی روزگاری در چین
- روزی روزگاری در چین ۲
- روزی روزگاری در چین ۳
- دکتر وای
- روزی روزگاری در چین و آمریکا

## فیلمشناسی
- دستانی در گیسوان ([做頭] Error: {{Lang}}: برچسب زبان ناشناخته: zh-han (راهنما)) (۲۰۰۴)
- کودک نیرومند ([絕世好B] Error: {{Lang}}: برچسب زبان ناشناخته: zh-han (راهنما)) (۲۰۰۲)
- The Wesley's Mysterious File ([衛斯理藍血人] Error: {{Lang}}: برچسب زبان ناشناخته: zh-han (راهنما)) aka The Wesley's Mysterious Story (2001)
- Big Shot's Funeral ([大腕] Error: {{Lang}}: برچسب زبان ناشناخته: zh-han (راهنما)) (۲۰۰۱)
- روزی روزگاری در چین و آمریکا ([黃飛鴻之西域雄獅] Error: {{Lang}}: برچسب زبان ناشناخته: zh-han (راهنما)) (همچنین تحت عنوان: روزی روزگاری در چین ۶)(۱۹۹۷)
- ممنون برای عقش تو (۱/۲ [次同床] Error: {{Lang}}: برچسب زبان ناشناخته: zh-han (راهنما)) (۱۹۹۶)
- دکتر وای ([冒險王] Error: {{Lang}}: برچسب زبان ناشناخته: zh-han (راهنما)) (۱۹۹۶)
- ماجراجویان (فیلم ۱۹۹۵) ([大冒險家] Error: {{Lang}}: برچسب زبان ناشناخته: zh-han (راهنما)) (۱۹۹۵)
- لمس شیطانی ([狂野生死戀] Error: {{Lang}}: برچسب زبان ناشناخته: zh-han (راهنما)) (۱۹۹۵)
- روزی روزگاری در چین ۵ ([黃飛鴻之五龍城殲霸] Error: {{Lang}}: برچسب زبان ناشناخته: zh-han (راهنما)) (۱۹۹۵)
- چیزی خوبه که پایانش خوبه ۲([花田喜事] Error: {{Lang}}: برچسب زبان ناشناخته: zh-han (راهنما)) (۱۹۹۴)
- Long and Winding Road ([錦繡前程] Error: {{Lang}}: برچسب زبان ناشناخته: zh-han (راهنما)) (۱۹۹۴)
- The Great Conqueror's Concubine Pt. B (1994)
- معشوقه فاتح بزرگ ([西楚霸王] Error: {{Lang}}: برچسب زبان ناشناخته: zh-han (راهنما)) (۱۹۹۴)
- تیغ خشم ([一刀傾城] Error: {{Lang}}: برچسب زبان ناشناخته: zh-han (راهنما)) (۱۹۹۳)
- روزی روزگاری در چین ۳ ([黃飛鴻之三獅王爭霸] Error: {{Lang}}: برچسب زبان ناشناخته: zh-han (راهنما)) (۱۹۹۳)
- انتهای جاده (فیلم) ([異域۲末路英雄] Error: {{Lang}}: برچسب زبان ناشناخته: zh-han (راهنما)) (۱۹۹۳)
- Love Among the Triad ([愛在黑社會的日子] Error: {{Lang}}: برچسب زبان ناشناخته: zh-han (راهنما)) (۱۹۹۳)
- Love is a Fairy Tale ([夏日情未了] Error: {{Lang}}: برچسب زبان ناشناخته: zh-han (راهنما)) (۱۹۹۳)
- قاتل (فیلم ۱۹۹۳) ([刺客新傳之殺人者唐斬] Error: {{Lang}}: برچسب زبان ناشناخته: zh-han (راهنما)) (۱۹۹۳)
- The Eight Hilarious Gods ([笑八仙] Error: {{Lang}}: برچسب زبان ناشناخته: zh-han (راهنما)) (۱۹۹۳)
- جرثقیل جادویی ([新仙鶴神針] Error: {{Lang}}: برچسب زبان ناشناخته: zh-han (راهنما)) (۱۹۹۳)
- نه پیش عشق، نه پیش‌مرگ ([太子傳說] Error: {{Lang}}: برچسب زبان ناشناخته: zh-han (راهنما)) (۱۹۹۳)
- بازی بچه‌ها ([機Boy小子真假威龍] Error: {{Lang}}: برچسب زبان ناشناخته: zh-han (راهنما)) (۱۹۹۲)
- روزی روزگاری در چین ۲ ([黃飛鴻之二男兒當自強] Error: {{Lang}}: برچسب زبان ناشناخته: zh-han (راهنما)) (۱۹۹۲)
- ناجی روح ۲ ([九二神鵰之痴心情長劍] Error: {{Lang}}: برچسب زبان ناشناخته: zh-han (راهنما)) (۱۹۹۲)
- شمشیرزن ۲ ([笑傲江湖之東方不敗] Error: {{Lang}}: برچسب زبان ناشناخته: zh-han (راهنما)) aka The Legend of the Swordsman (1992)
- نیش (فیلم ۱۹۷۳) ([俠聖] Error: {{Lang}}: برچسب زبان ناشناخته: zh-han (راهنما)) (۱۹۹۲)
- شیک و جلف ۲ ([舞男情未了] Error: {{Lang}}: برچسب زبان ناشناخته: zh-han (راهنما)) (۱۹۹۱)
- بازرس اژدهای صورتی ([神探馬如龍] Error: {{Lang}}: برچسب زبان ناشناخته: zh-han (راهنما)) (۱۹۹۱)
- روزی روزگاری در چین ([黃飛鴻] Error: {{Lang}}: برچسب زبان ناشناخته: zh-han (راهنما)) (۱۹۹۱)
- ضیافت (فیلم ۱۹۹۱) ([豪門夜宴] Error: {{Lang}}: برچسب زبان ناشناخته: zh-han (راهنما)) (۱۹۹۱)
- Tricky Brains ([整蠱專家] Error: {{Lang}}: برچسب زبان ناشناخته: zh-han (راهنما)) (۱۹۹۱)
- قفس ببر ۲ ([洗黑錢] Error: {{Lang}}: برچسب زبان ناشناخته: zh-han (راهنما)) (۱۹۹۰)
- بازگشت اکشن ([喋血風雲] Error: {{Lang}}: برچسب زبان ناشناخته: zh-han (راهنما)) (۱۹۹۰)
- بالاتر از جنگ ([聖戰風雲] Error: {{Lang}}: برچسب زبان ناشناخته: zh-han (راهنما)) (۱۹۹۰)
- یک گاز از عشق ([一咬OK] Error: {{Lang}}: برچسب زبان ناشناخته: zh-han (راهنما)) (۱۹۹۰)
- Casino Raiders ([至尊無上] Error: {{Lang}}: برچسب زبان ناشناخته: zh-han (راهنما)) (۱۹۸۹)
- تب شبح ([鬼媾人] Error: {{Lang}}: برچسب زبان ناشناخته: zh-han (راهنما)) (۱۹۸۹)
- آقای اسمارت ([瀟洒先生] Error: {{Lang}}: برچسب زبان ناشناخته: zh-han (راهنما)) (۱۹۸۹)
- Proud and Confident ([傲氣雄鷹] Error: {{Lang}}: برچسب زبان ناشناخته: zh-han (راهنما)) (۱۹۸۹)
- آخرین دوئل ([再起風雲] Error: {{Lang}}: برچسب زبان ناشناخته: zh-han (راهنما)) (۱۹۸۹)
- The Crazy Companies II ([最佳損友闖情關] Error: {{Lang}}: برچسب زبان ناشناخته: zh-han (راهنما)) (۱۹۸۸)
- Vengeance Is Mine (1988)
- Heart to Hearts (1988)
- Profiles of Pleasure (1988)
- Three Against The World ([群龍奪寶] Error: {{Lang}}: برچسب زبان ناشناخته: zh-han (راهنما)) (۱۹۸۸)
- پروژه آ بخش دوم ([A計劃續集] Error: {{Lang}}: برچسب زبان ناشناخته: zh-han (راهنما)) (۱۹۸۷)
- شمشیر خدایان ([龍兄虎弟] Error: {{Lang}}: برچسب زبان ناشناخته: zh-han (راهنما)) (۱۹۸۶)
- Millionaire's Express ([富貴列車] Error: {{Lang}}: برچسب زبان ناشناخته: zh-han (راهنما)) (۱۹۸۶)
- چشمک بزنید، چشمک بزنید، ستاره‌های شانس ([夏日福星] Error: {{Lang}}: برچسب زبان ناشناخته: zh-han (راهنما)) (۱۹۸۵)
- Prince Charming (1984)
- Long Road to Gallantry (1984)
- نسل گمشده (۱۹۸۳)
- سر شکارچی ([再見江湖] Error: {{Lang}}: برچسب زبان ناشناخته: zh-han (راهنما)) aka Long Goodbye (1982)[۱][۲]

## پیووند به بیرون
- رزاموند کوآن در بانک اطلاعات اینترنتی فیلم‌ها (IMDb)
- HK cinemagic entry